# Спринджук, Владимир Геннадиевич
Владимир Геннадиевич Спринджук (22 июля 1936, Минск — 26 июля 1987, там же) —
советский ученый, специалист по теории чисел. академик АН Белорусской ССР (1986; член-корреспондент с 1969), доктор физико-математических наук (1966), профессор (1969).

## Биография
В 1959 году — окончил Белорусский государственный университет. В 1965 году — защитил докторскую диссертацию по физико-математическим наукам.

## Научные достижения
Решил проблему Малера. Автор более 75 научных работ.